# Шипіт (річка)
Ши́піт — річка в Українських Карпатах, у межах Перечинського району Закарпатської області. Верхня частина річки Тур'ї (басейн Ужа).

## Опис
Довжина 20 км, площа водозбірного басейну 127 км². Похил річки 45 м/км. Річка типово гірська. Долина місцями V-подібна і каньйоноподібна (у верхній течії), біля села Тур'я Поляна розширюється.

## Розташування
Витоки Шипоту — це декілька гірських потоків, що беруть початок на північно-східних віднога масиву Полонина Рівна та південних схилах Госторої Гори. Річка тече переважно на південь і південний захід. Протікає через село Тур'я Поляна. Від села і до впадіння в Уж річка носить назву Тур'я.

## Цікаві факти
- У верхній частині басейну річки розташовані заказники: Тур'є-Полянський і Соколові Скелі, а також пам'ятка природи — водоспад Воєводин.

## Притоки
- Прелучний, Шипотик, Звур, Солотвинський, Великий Романівський (праві); Косячків, Довгий (ліві).